# Łasztowica

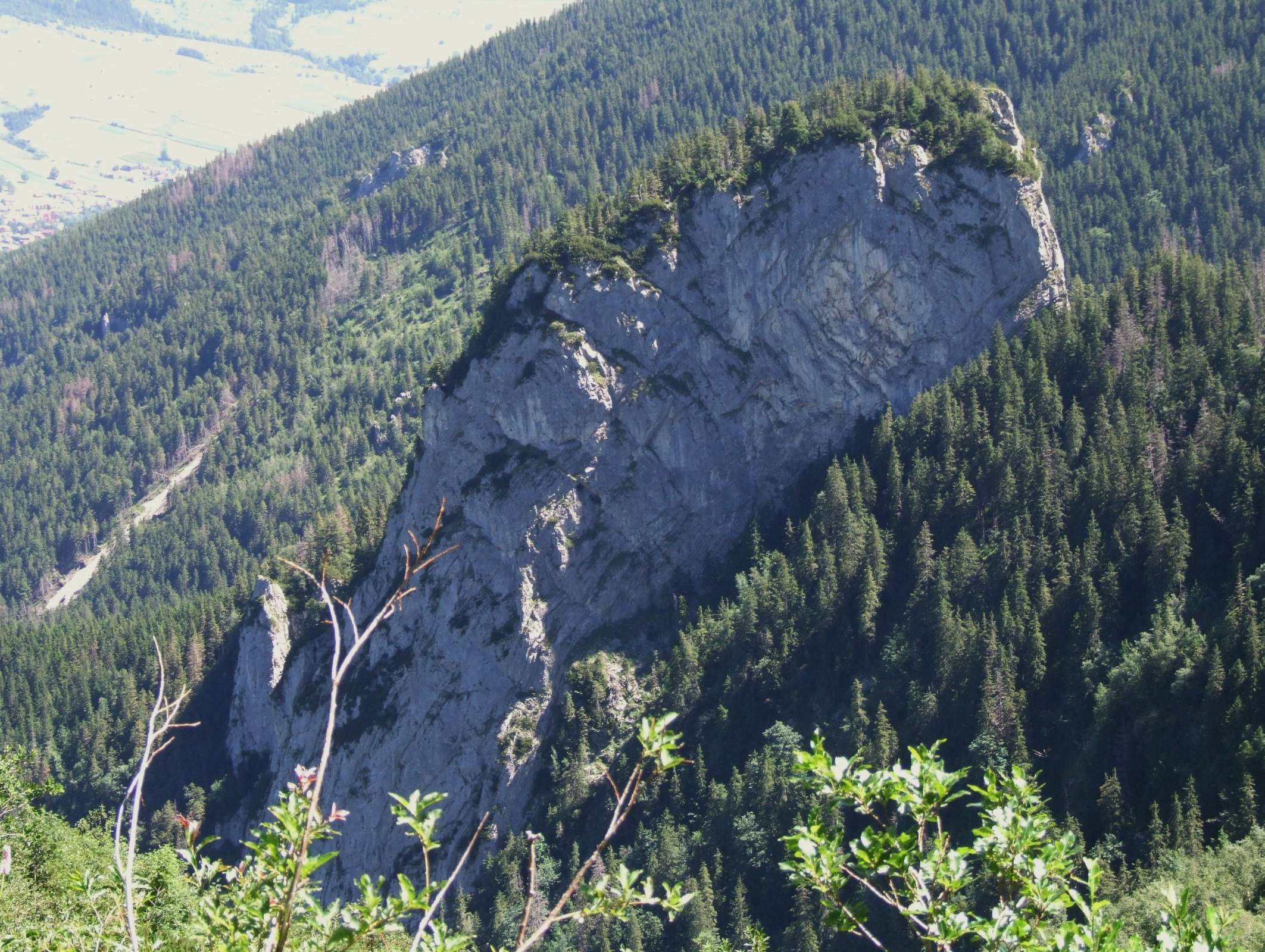
Łasztowica, widok z Doliny Szerokiej Bielskiej

Łasztowica (słow. Lastovica) – turnia na północnych stokach Tatr Bielskich na  Słowacji.  Znajduje się w długiej północnej grani zachodniego wierzchołka Zadnich Jatek, oddzielającej Dolinę do Regli od Doliny Kępy. Wznosi się w tej grani pomiędzy Opalonym Siodłem (ok. 1210 m) oddzielającym ją od Opalonej Turni i Przechodem za Łasztowicą (ok. 1290 m), oddzielającym ją od Szalonej Turni. Mapa Polkartu podaje dla Łasztowicy wysokość 1405 m, Władysław Cywiński, autor jedynego szczegółowego przewodnika po Tatrach Bielskich – około 1340 m. Uważa, że wysokość ta jest błędna, a Tatry Bielskie były zaniedbane nie tylko przez autorów przewodników, ale także przez geodetów.
Jest to wybitna turnia o oryginalnym kształcie. Już Walery Eljasz-Radzikowski podaje jej nazwę i twierdzi, że pochodzi od słowackiego słowa lastovka (jaskółka). Łatwo można na Łasztowicę wejść tylko od północy (z Opalonego Siodła). Porośnięta jest od tej strony stromym lasem urwiskowym. Wierzchołek porasta las świerkowo-limbowy, miejscami kosodrzewina. Na wszystkie trzy pozostałe strony opada Łasztowica urwistymi ścianami. Najwyższa jest ściana zachodnia – ma wysokość około 160 m.
W. Cywiński przypuszcza, że to Łasztowicy, a nie Głośnej Skały dotyczą podawane przez Stanisława Staszica opowieści (a raczej bajki) o kilkunastokrotnie odbijanym echu.
Łasztowica jest dobrze widoczna ze ścieżki edukacyjnej „Dolina Monkova” prowadzącej od Ptasiowskiej Rówienki na Szeroką Przełęcz Bielską. Pierwsze wejście z Opalonego Siodła: W. Cywiński i Andrzej Osika 6 lipca 1979 r. (miejscami I w skali tatrzańskiej). Wszystkie trzy jej ściany są dziewicze (niezdobyte przez taterników). Obecnie Łasztowica znajduje się na obszarze ochrony ścisłej TANAP-u.